# Stazione di terra di Kourou
La stazione di terra di Kourou è una stazione di terra della rete ESTRACK dell'Agenzia Spaziale Europea. Si trova nella Guyana francese, a 27 km da Kourou, 90 km dal capoluogo Caienna e a 19 km dal Centre spatial guyanais.
Sono presenti due antenne paraboliche: una da 15 metri in banda X e S e una più piccola da 1,3 metri in banda X. La stazione viene utilizzata durante la fase di lancio e prima messa in orbita per ricevere la telemetria dai satelliti e per studi radiometrici; è inoltre usata per controllare il telescopio spaziale XMM-Newton dell'ESA.